# Neighbor
Neighbor is een nummer van de Nederlandse bands Dawn Brothers en DeWolff uit 2023.
"Neighbor" is een vrolijk soulnummer met veel blazers, dat teruggrijpt naar de oude soul uit de jaren '70. Pablo van de Poel van DeWolff en Bas van Holt van Dawn Brothers hebben allebei een voorliefde voor oude soul. Het nummer werd NPO Radio 2 TopSong en werd door diverse Nederlandse radiostations gedraaid. Toch bereikte het de Nederlandse Top 40 of Tipparade niet; wel bereikte de plaat een bescheiden 34e positie in de Nationale Airplay Top 50.

## Tracklijst
Muziekdownload
1. "Neighbor" - 3:51